# Teodorów (Budziszewice)
Pour les articles homonymes, voir Teodorów.
Teodorów est une localité polonaise de la gmina de Budziszewice, située dans le powiat de Tomaszów Mazowiecki en voïvodie de Łódź.